# Maiglöckchen
Das Maiglöckchen (Convallaria majalis) ist eine Pflanzenart aus der artenarmen Gattung Convallaria in der Familie der Spargelgewächse (Asparagaceae). In der Deutschschweiz wird auch der Trivialname Maieriesli verwendet. Es wurde 2014 zur Giftpflanze des Jahres gewählt.

## Beschreibung

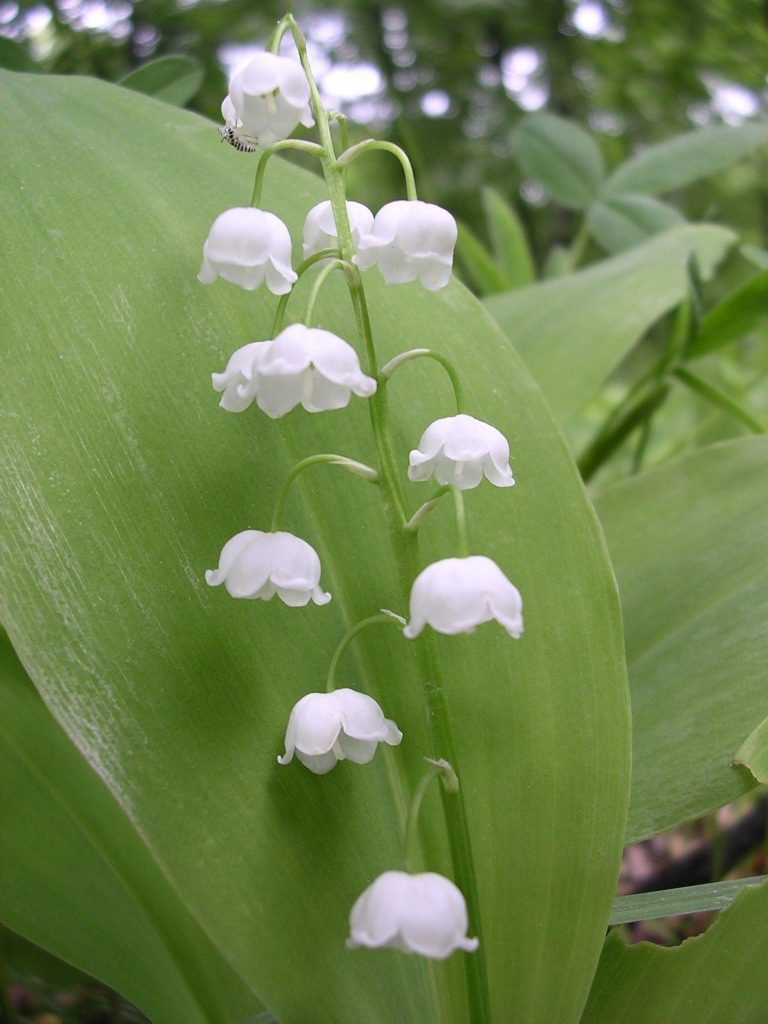
Maiglöckchen

### Erscheinungsbild
Das Maiglöckchen ist eine ausdauernde, krautige Pflanze, die Wuchshöhen von 10 bis 30 cm erreicht. Es besitzt ein bis zu 50 cm tief wurzelndes Rhizom als Speicher- und Überdauerungsorgan und wird daher zu den Rhizomgeophyten gezählt. Das relativ dünne, kriechende und ausläuferartige Rhizom verzweigt sich monopodial. Die oberirdischen Sprosse bilden sich daher jeweils hinter der Rhizomspitze. Mit Hilfe ihrer anfangs kegeligen Form durchbrechen die jungen Sprosse im Frühjahr den Erdboden. Der ansonsten unbeblätterte, aufrecht wachsende und kantige Stängel besitzt an seiner Basis meist zwei Laubblätter in gerollter Knospenlage, die ihn scheidig einhüllen.

### Blatt

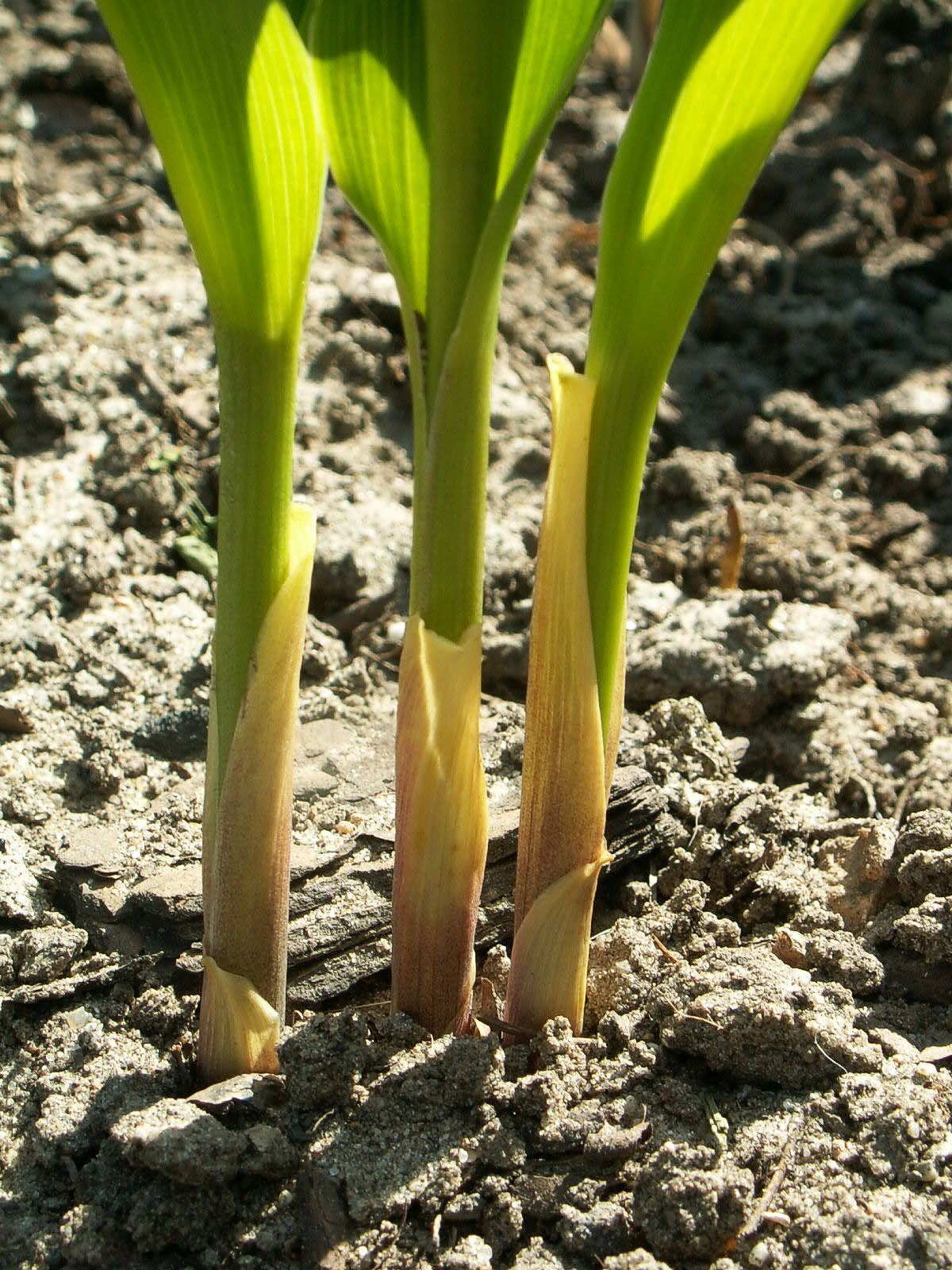
Blätter

Das Maiglöckchen zeigt zwei bis drei Laubblätter, die direkt dem Rhizom entspringen. Sie gliedern sich in eine stielähnliche, einen Scheinstängel bildende Blattscheide und die Blattspreite. Die Länge der Scheide beträgt etwa 4 bis 30 Zentimeter. Die ganzrandige Blattspreite ist unbehaart. Ihre Länge variiert zwischen 12 und 20 Zentimeter, die Breite umfasst zwischen 2,5 und 5 Zentimeter. Sie ist breit-lanzettlich geformt und läuft in einer kurz zugespitzten Blattspitze aus. Blattober- und Blattunterseite zeigen eine dunkelgrüne Färbung, die Blattoberseite ist deutlich glänzend. Zum Blattgrund hin verschmälert sich das Blatt in den Scheinstängel, wobei die stielähnliche Scheide des niedriger stehenden Blattes die des höher stehenden Blattes scheidenförmig umschließt. Zusätzlich umhüllen mehrere sich umfassende häutige Niederblätter scheidig die Basis der Scheinstängel.

### Blütenstand und Blüte

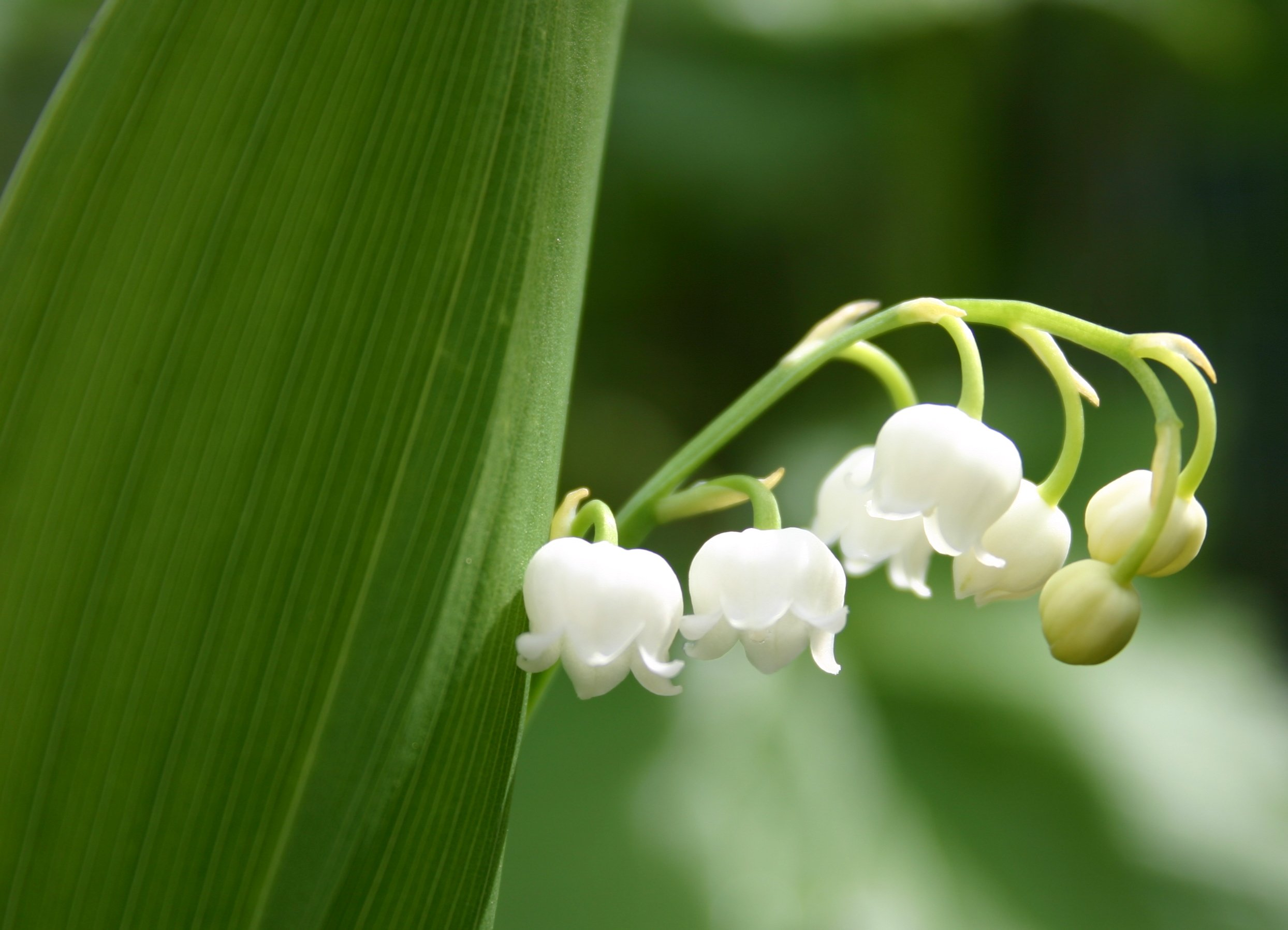
Blüten am Stielchen mit Hochblatt

Je nach Klima, zwischen Februar und Juni entwickeln sich in einem mehr oder weniger einseitswendigen traubigen Blütenstand fünf bis zehn nickende, breitglockige Blüten. Jede Blüte steht über einem häutigen, 4 bis 20 mm langen, lanzettförmigen Tragblatt, das etwa halb so lang wie das 5 bis 11 mm lange Blütenstielchen ist und dieses an der Basis umhüllt.
Kennzeichnend für die Blüten des Maiglöckchens ist der charakteristische, intensiv süßliche Duft, über den potenzielle Bestäuber angelockt werden. Bestimmend für die Duftnote gilt das aromatische Aldehyd Bourgeonal. Die reinweiße Blütenhülle des Maiglöckchens ist einheitlich gestaltet und, wie bei der Unterfamilie Nolinoideae weit verbreitet, nicht in Kelch und Krone unterteilt. Die sechs 5 bis 9 mm langen Perigonblätter sind bis auf ihre sechs kurzen, 1 bis 3 Millimeter langen, zurückgebogenen Zipfel fast vollständig glockenförmig miteinander verwachsen. Die Perigonblätter sind mit mikroskopisch kleinen Drüsen besetzt. Das Perigon ist meist rein weiß, selten haben Exemplare innen, wo die Staubblätter eingefügt sind, sechs purpurviolette Flecken (var. picta Wilczek). Die Blüte des Maiglöckchens ist zwittrig, d. h., sie enthält Staub- und Fruchtblätter in einer Blüte. Es sind zwei Kreise mit je drei untereinander freien, fertilen Staubblättern vorhanden. Die kurzen, meist schwach rötlich gefärbten Staubfäden sind mit der Basis der Blütenhüllblätter verwachsen und überragen diese nicht. Die gelben, länglichen bis lanzettlichen Staubbeutel besitzen zwei Theken. Sie öffnen sich auf beiden Seiten von oben nach unten mit einer Längsspalte um den Pollen zu entlassen. Drei Fruchtblätter sind zu einem rundlichen, oberständigen, dreikammerigen Fruchtknoten verwachsen. Jede Fruchtknotenkammer enthält vier bis acht Samenanlagen. Den kurzen, dicken, gerade stehenden Griffel schließt eine kleine, schwach dreilappige bis kopfige Narbe ab. Der Griffel überragt die Blütenhülle nicht.

### Frucht und Samen

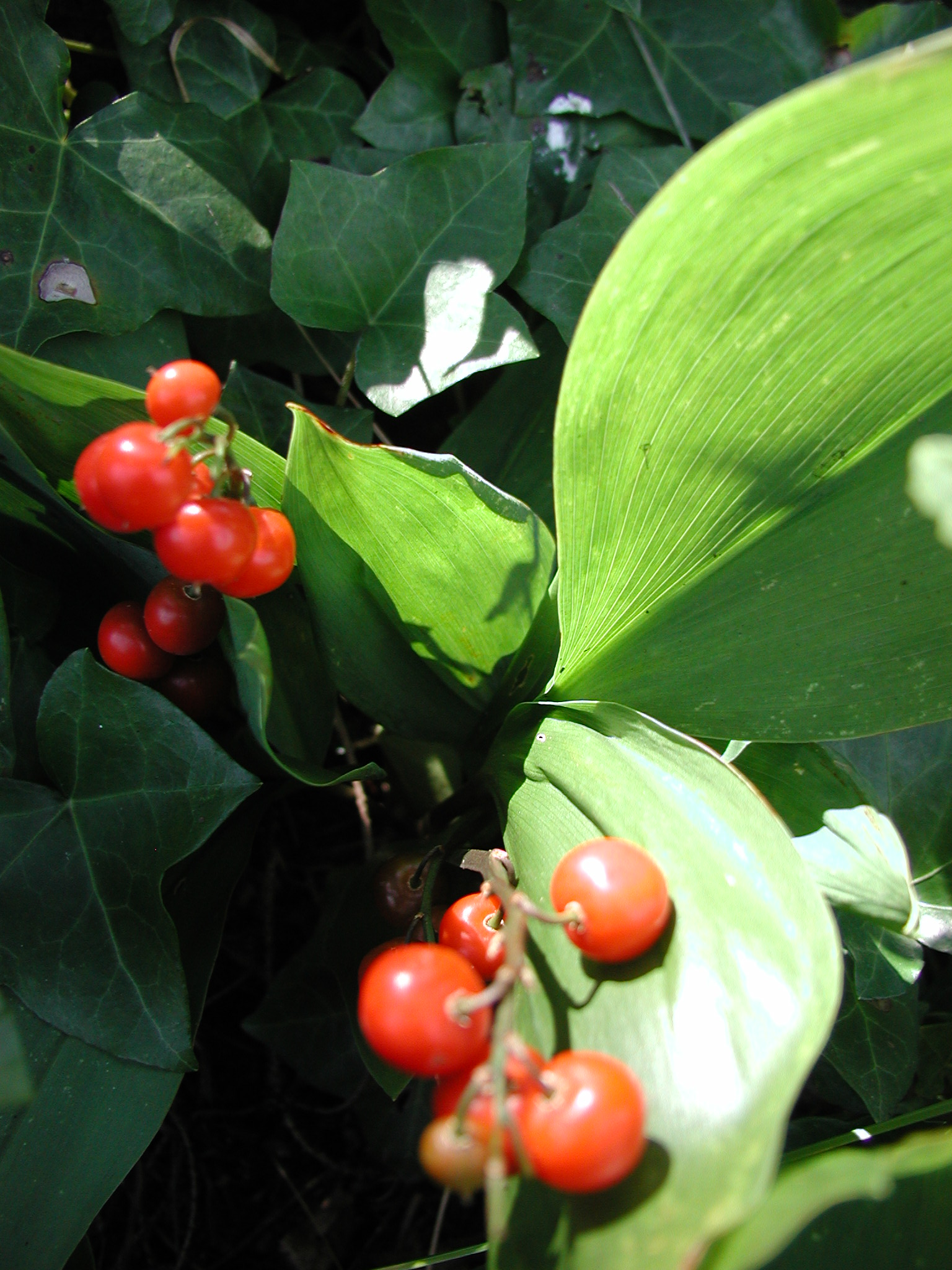
Fruchtstand

Die mit einem Durchmesser von sechs bis zwölf Millimeter kugeligen, dreifächerigen Beeren färben sich bei Reife leuchtend rot. Sie enthalten Fruchtfleisch und ein bis fünf Samen. Die gelben bis hellbraunen Samen sind etwa drei bis vier Millimeter lang und fast kugelig bis kantig geformt. Sie benötigen Kälte zum Keimen und gelten als kurzlebig.

### Chromosomenzahl
Die Chromosomengrundzahl beträgt x = 19. Bei der Wildpflanze liegt ein diploider Chromosomensatz von 2n = 38 vor.

## Ökologie
Blütenökologisch handelt es sich beim Maiglöckchen um Glockenblumen mit Streueinrichtung. Das Maiglöckchen bietet keinen Nektar an, besitzt jedoch am Grund des Fruchtknotens anbohrbares saftreiches Gewebe. Die Bestäubung erfolgt über Insekten, wobei Bienen als Hauptbestäuber in Erscheinung treten. Das Maiglöckchen verfügt über zwei Strategien, Fremdbestäubung zu fördern. Zum einen bilden die Blüten des Maiglöckchens – auf verschiedene Individuen verteilt – unterschiedlich lange Griffel aus, was botanisch als Heterostylie bezeichnet wird und bezogen auf die einzelne Pflanze eine Bestäubung der Blüten untereinander verhindern soll. Zum anderen reifen innerhalb derselben Blüte die Staubbeutel vor den Narben. Diese Strategie – in der Botanik Proterandrie genannt – soll eine Bestäubung der Einzelblüte mit sich selbst vermeiden. Dennoch führt beim Maiglöckchen auch Selbstbestäubung zum Fruchtansatz.
Das Maiglöckchen bedient sich mehrerer Ausbreitungsmechanismen (Polychorie). Die Früchte, rote Beeren, entwickeln sich im Sommer und werden von Tieren, die deren gelbliche und birnenförmige Samen wieder ausscheiden, verbreitet. Insbesondere Amsel und Rotdrossel (Vogelausbreitung) tragen zur endochoren Ausbreitung bei. Als beliebte Garten- und Friedhofspflanze (bewusste Saatgutausbreitung durch den Menschen: Ethelochorie) gelingt es dem Maiglöckchen, sich von diesen kultivierten Standorten in die nähere Umgebung auszubreiten. Noch häufiger nutzt das Maiglöckchen über sein Rhizom die Möglichkeit der vegetativen Selbstausbreitung.

### Maiglöckchen als Wirtspflanze
Das Maiglöckchen ist als Wirtspflanze vom Rostpilz Puccinia sessilis var. sessilis mit Spermogonien und Aecien befallen.

## Giftigkeit und Erste Hilfe
Das Maiglöckchen wird insgesamt als sehr giftig eingestuft. Alle Pflanzenteile sind giftig, besonders aber Blüten und Früchte. Es wurden 38 Glycoside in der Pflanze gefunden, die sich von 9 Aglyka ableiten lassen. Hauptwirkstoffe: Convallatoxin, Convallatoxol, Convallosid und Desglucocheirotoxin. Vergiftungserscheinungen:
Bei äußerlichem Kontakt mit der Pflanze treten Haut- und Augenreizungen auf. Bei Aufnahme durch den Mund treten Übelkeit, Durchfall, Herzrhythmusstörungen, Schwindel und Brustbeklemmung auf. Zunächst tritt hoher Blutdruck und rascher Puls, später verminderter Blutdruck, sehr langsame und tiefe Atmung und schließlich Herzstillstand ein.
Nach dem Genuss von einer bis fünf Beeren sind höchstens kurzzeitige Sinusarrhythmien beobachtet worden, meist keine Symptome. Bei größeren Mengen muss wie bei einer Herzglykosid-Vergiftung behandelt werden.
Durch Beeren, Blüten und Blätter sind besonders Kinder gefährdet. Bei Aufnahme von Teilen der Pflanze sollten der Giftnotruf oder ein Arzt konsultiert werden. Mit dem Maiglöckchen wird z. B. Bärlauch beim Sammeln immer wieder verwechselt. Der typische Knoblauchgeruch von Bärlauch unterscheidet beide. Schwere Vergiftungen von Tieren können bei der Waldmast auftreten. Auch Geflügel ist gefährdet.

## Vorkommen

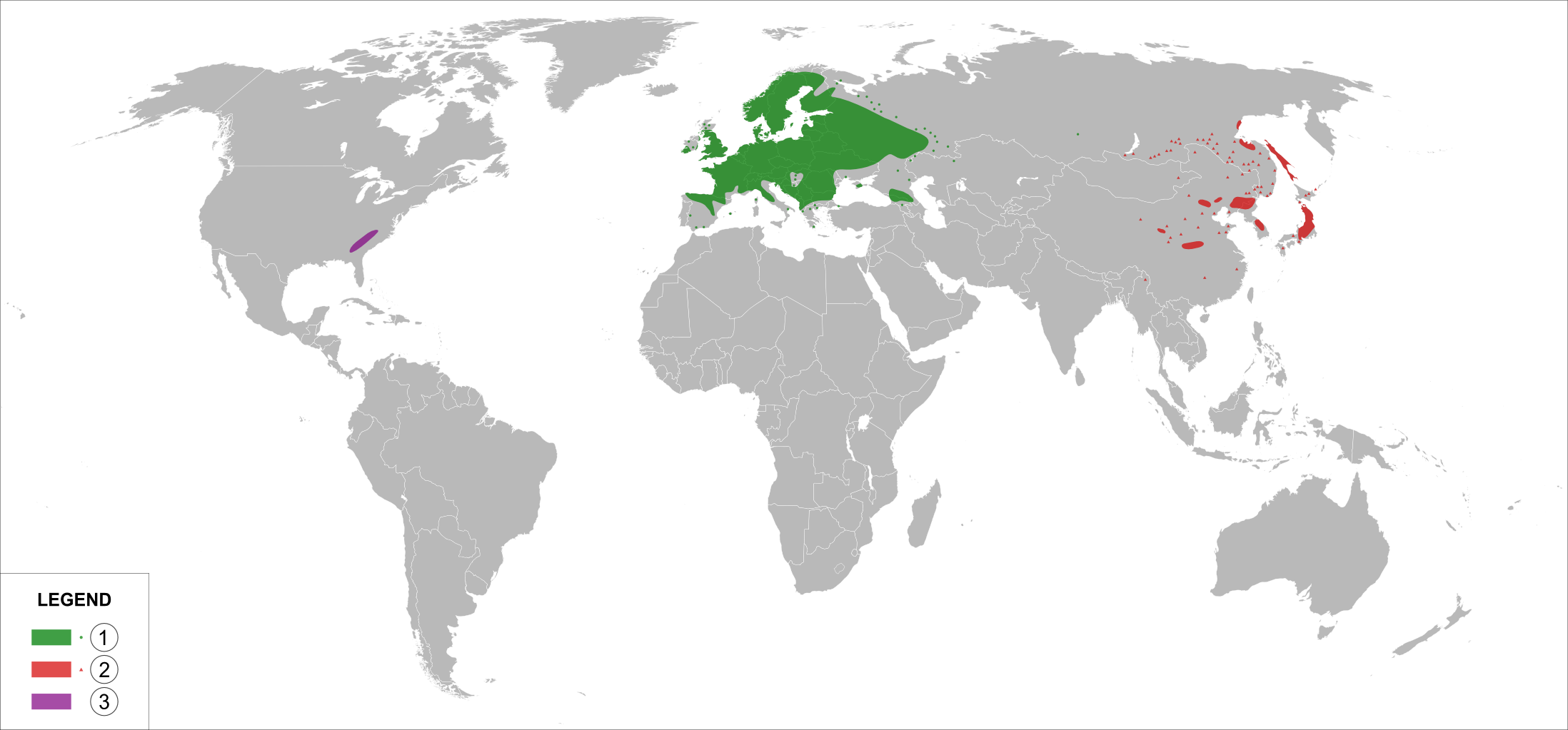
Verbreitungskarte von Convallaria: 1. Convallaria majalis L., 2. Convallaria keiskei, 3. Convallaria pseudomajalis

Das Maiglöckchen ist in fast ganz Europa bis zum Kaukasus weit verbreitet. In Nordamerika gilt es als eingebürgert. Im südeuropäischen Raum sind seine Bestände gewöhnlich auf Gebirgslagen begrenzt.
Andere Arten der Gattung Convallaria sind in Ostasien und Nordamerika beheimatet, Zuchtformen des Maiglöckchens, wie z. B. die blass-rosa blühende Sorte ‘Rosea,’ sind weltweit verbreitet.
Im Gebirge ist das Maiglöckchen bis in Höhenlagen von 1900 Metern auf Bergmatten, Geröllhalden und in lichten Gebüschen beheimatet. In den Allgäuer Alpen steigt es im Tiroler Teil am Lachenkopf nahe der Jöchelspitze in einer Höhenlage von bis zu 1820 Metern auf.
Das Maiglöckchen bevorzugt sommerwarme Klimalagen und halbschattige Standorte. Es gedeiht sowohl auf kalkreichen als auch auf sauren Böden.
In sehr schattigen Waldlagen bildet die Pflanze oftmals nur Blätter, jedoch keine Blüten aus. Die Ausbreitung erfolgt hier überwiegend vegetativ über die Wurzelausläufer. Das Maiglöckchen keimt auf Mullboden und ist hierbei auf Wurzelpilze angewiesen.
Das gesellig wachsende Maiglöckchen gilt als Klassen-Charakterart der Buchen- und sommergrünen Eichenwälder Europas. In trockenen bis leicht feuchten, lichten Laubwäldern, insbesondere in Buchen- und Eichenwäldern mittleren Artenreichtums und lichten Kiefernwäldern bildet es oft dichte Bestände aus. Es kommt auch in Gesellschaften des Verbands subalpine Hochgrasfluren, subalpine Reitgras-Rasen (Calamagrostion arundinaceae) vor. Das Maiglöckchen gilt als Kennart des Maiglöckchen-Haselgebüschs (Convallario-Coryletum), eine Assoziation, die dem Verband Wärmeliebende Gebüsche (Berberidion) zugeordnet ist. Das bisher nur aus dem Schweizer Jura bekannt gewordene Gebüsch wird von der Hasel dominiert und entwickelt sich als Pioniergesellschaft auf Kalkböden potenziell natürlicher Ahorn-Linden-Wälder. Es besiedelt gewöhnlich hochkolline bis montane Lagen und tritt dort als Waldmantel in Erscheinung. Neben den Kennarten Hasel und Maiglöckchen bilden Gemeiner Efeu (Hedera helix), Alpen-Kreuzdorn (Rhamnus alpina) und insbesondere die (sub-)mediterranen Arten wie Gemeine Pimpernuss (Staphylea pinnata), Strauchkronwicke (Hippocrepis emerus) und Gemeine Schmerwurz (Tamus communis) die diagnostischen Sippen.

### Gefährdung und Schutzmaßnahmen
Aufgrund der weiten Verbreitung und dass für diese Art keinerlei Gefährdungen bekannt sind, wird sie von der IUCN als „Least Concern“ = „ungefährdet“ eingestuft.

## Systematik
Mit Convallaria majalis als Typusart wurde die Gattung Convallaria 1753 durch Carl von Linné in Species Plantarum, Tomus I, S. 314–316 erstveröffentlicht. Das Artepitheton majalis bezieht sich auf den Monat Mai.
- Maiglöckchen (Convallaria majalis L.): Mit zwei Varietäten:
  - Convallaria majalis var. majalis
  - Convallaria majalis var. transcaucasica (Utkin ex Grossh.) Knorring (Syn.: Convallaria transcaucasica Utkin ex Grossh.)[16]

## Geschichte

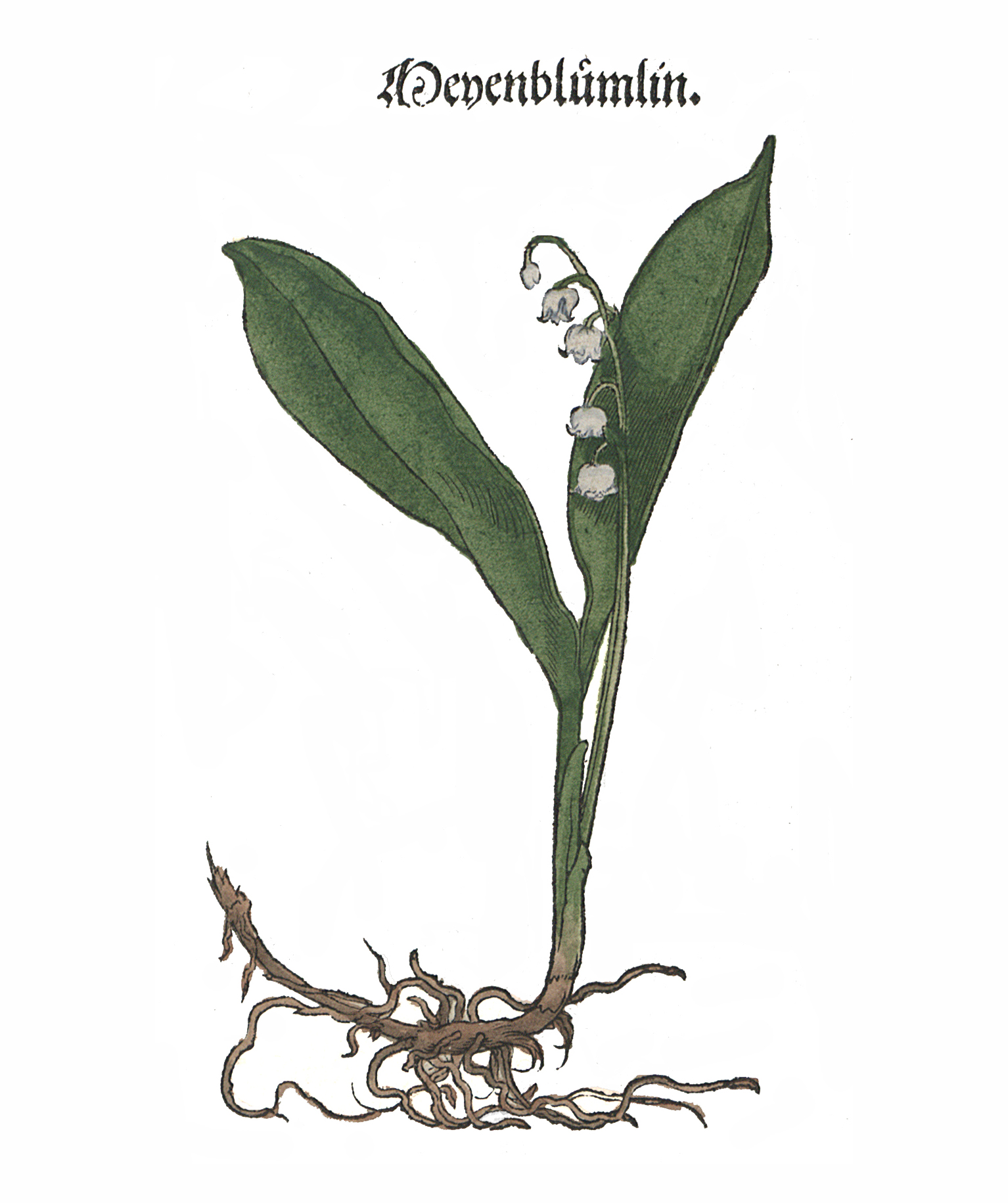
«Meyenblůmlin» – Convallaria majalis. Otto Brunfels 1532. Weitere historische Abbildungen:

Als Heilpflanze wurde das Maiglöckchen erstmals in Gabriel von Lebensteins Abhandlung „Von den gebrannten Wässern“ erwähnt, deren ältester bekannter Textzeuge aus dem 1. Viertel des 15. Jahrhunderts stammt. Darin wurde das Maiglöckchen (früher und bis ins 16. Jahrhunderts lateinisch mit Lilium convallium bezeichnet) als Marienblume bzw. „Lilie der Täler“ mit biblischem Bezug (Hoheslied 2,1) beschrieben:
„Lilium convalium. Es hat auch vnſer libe fraw geſprochen in dem puch der libe: Ich pin ein plvm des tals vnd auch des grvnen waldes.“
Lebenstein schrieb dem aus Maiglöckchenblumen gebrannten Wasser folgende Heilwirkungen zu:
- Allgemeine Wirkung bei innerer Anwendung: Vorbeugung gegen „hohen siechtag“ (lässt sich nicht sicher deuten[24][25]), stärkt das Herz und alle Organe des Menschen.
- Innere Anwendung: gegen Wehenschwäche, Lähmung nach Schlaganfall („von paraliß geschlagen“), Verlust des Sprechvermögens, Wassersucht, Weh in den Lenden, Menstruationsbeschwerden, Hauterkrankungen („ausseczig“), Harnentleerungsstörungen, „Faulen“ der Leber, Atemwegserkrankung – Lungenemphysem („Wachsen der Lunge“), Heiserkeit, Halsschwellung.
- Äußerliche Anwendung: gegen Augenrötung, Entzündung an den männlichen Geschlechtsteilen, Erbgrind auf dem Kopf, graue Haare, üblen Geruch aus Nase und Mund.[26][27][28]

In dem Michael Puff aus Schrick zugeschriebenen Büchlein von den ausgebrannten Wässern wurden Lebensteins Indikationen in gestraffter Form wiederholt und durch die Angabe „wirkt giftwidrig“ ergänzt. Im Mainzer Gart der Gesundheit von 1485 bildete Erhard Reuwich das Maiglöckchen naturgetreu ab. Der Text erwähnte die wohlriechenden Blumen, verglich die Blätter mit den Wegerichblättern und beschrieb die Herstellung eines Destillats aus den Blumen:

„Diſſe blomen ſynt beſſer an irer krafft wan das krut. Vnd die wůrtzeln beſſer dan die blomen. Item nym diſſer blomen eyn halb phunt vnd thu darvber gůten lutern wyn vnd laiß die dar inne beyſſen vier wochen. Darnach ſeyge den wyn abe vnd diſtillier den durch eyn elembig funff male. Diſſer wyn alſo diſtillieret ist beſſer dan golt. Wer diſſen wyn miſchet mit vi. pfeffer korner vnd wenig lavendel waſſer der darff ſich den ſelbigen monat nit beſorgen fur dem ſlage.“

Auch im Kleinen Destillierbuch des Hieronymus Brunschwig sowie in den Kräuterbüchern der Väter der Botanik wurde das Maiglöckchen erwähnt.
Bis zur Mitte des 19. Jh. wurde das Maiglöckchen von der Schulmedizin vernachlässigt, dann aber – aus der russischen Volksmedizin auftauchend – wiederentdeckt und als Ersatzstoff der Digitalis und der Scilla bei Herzmuskelschwäche mit Wasserstauung eingesetzt. 1858 stellte der Heidelberger Pharmakologe Georg Friedrich Walz aus dem Maiglöckchen die Glycoside «Convallamarin» und «Convallarin» dar. 1867 machte der Göttinger Pharmakologe Wilhelm Marmé Tierversuche mit «Convallamarin», bewies dessen Herzwirkung, ermittelte die für Hunde tödliche Dosis und reihte es unter die Digitaloide ein. Das «Convallarin» erkannte er als Abführmittel und schied es für die Herztherapie aus.

## Nutzung

### Zierpflanzenbau
Das Maiglöckchen eignet sich als Zierpflanze im Garten besonders für Gehölzgruppen und schattige Rabatten. Es bevorzugt halbschattige Standorte. Eine Kompostauflage im Herbst wird empfohlen.
Das Maiglöckchen wird auch als Schnittblume und Topfpflanze angebaut. Bei der vegetativen Vermehrung durch Teilung der Rhizome ist zu beachten, dass im ersten Jahr, wenn das „Auge“ austreibt, nur Blätter gebildet werden; erst im zweiten Jahr entwickeln sich dann die Blüten. Ein geübter Blick erkennt vegetative und blühfähige Rhizomteile, sie müssen entsprechend sortiert werden, damit nur blühfähige Rhizomteile in die „Treiberei“ kommen. Maiglöckchen findet man auch in vielen Parks und Gärten.
Die Stadt Drossen (heute Ośno Lubuskie, Polen) war bis 1945 wegen der dortigen Maiglöckchenzucht als die „Maiblumenstadt“ bekannt. Ein heutiges Anbaugebiet ist die Samtgemeinde Elbmarsch in der Nähe von Hamburg. Das Blütenöl des Maiglöckchens wird häufig Parfüms zugesetzt.
In Frankreich und angrenzenden badischen Gebieten ist es Brauch, am 1. Mai Freunden ein Maiglöckchensträußchen zu schenken, der Legende nach seit einer Idee Charles' IX. im Jahr 1560.

### Medizin
Als Heildroge dienen die getrockneten oberirdischen Teile der Pflanze; meist auch von nahestehenden Arten wie
Convallaria keiskei MIQ.
Wirkstoffe sind herzwirksame Steroid-glycoside (etwa 40 Cardenolide), vor allem Convallatoxin, Convallatoxol, Convallosid, Lokundjosid, Desglucocheirotoxin; Steroid-saponine, Flavonoide.
Anwendungen:
Die Anwendung der Droge selbst ist wegen der Giftigkeit nicht vertretbar, ausschließlich das auf einen bestimmten Wirkwert von Convallatoxin (k-Strophanthidin) eingestellte Pulver bzw. entsprechende Extrakte oder Reinglycoside setzt man gegen leichte Herzmuskelschwäche, bei Altersbeschwerden und zur Ausschwemmung herzbedingter Wasseransammlungen ein. Solche Präparate enthalten häufig Extrakte weiterer herzwirksamer Drogen wie Adoniskraut, Meerzwiebel, oder Oleanderblätter, gelegentlich auch Weißdorn mit komplett anderer Wirkzusammensetzung.

### Analytik
Die qualitative und quantitative Bestimmung einzelner Inhaltsstoffe des Maiglöckchen kann nach angemessener Probenvorbereitung durch Kopplung der Gaschromatographie mit der Massenspektrometrie erfolgen. Convallatoxin, das primäre Herzglycosid, ist ein Toxin, das beim Menschen und seinen tierischen Begleitern Nahrungsmittelvergiftungen verursacht.
Auch spezielle Extraktionsverfahren kamen dafür zum Einsatz.

## Das Maiglöckchen als Motiv

### In der bildenden Kunst

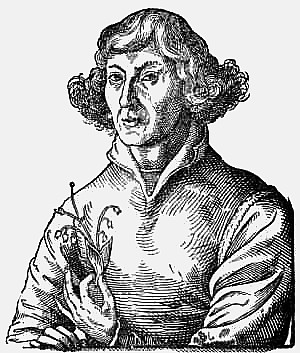
Kopernikus mit einem Maiglöckchen in der Hand

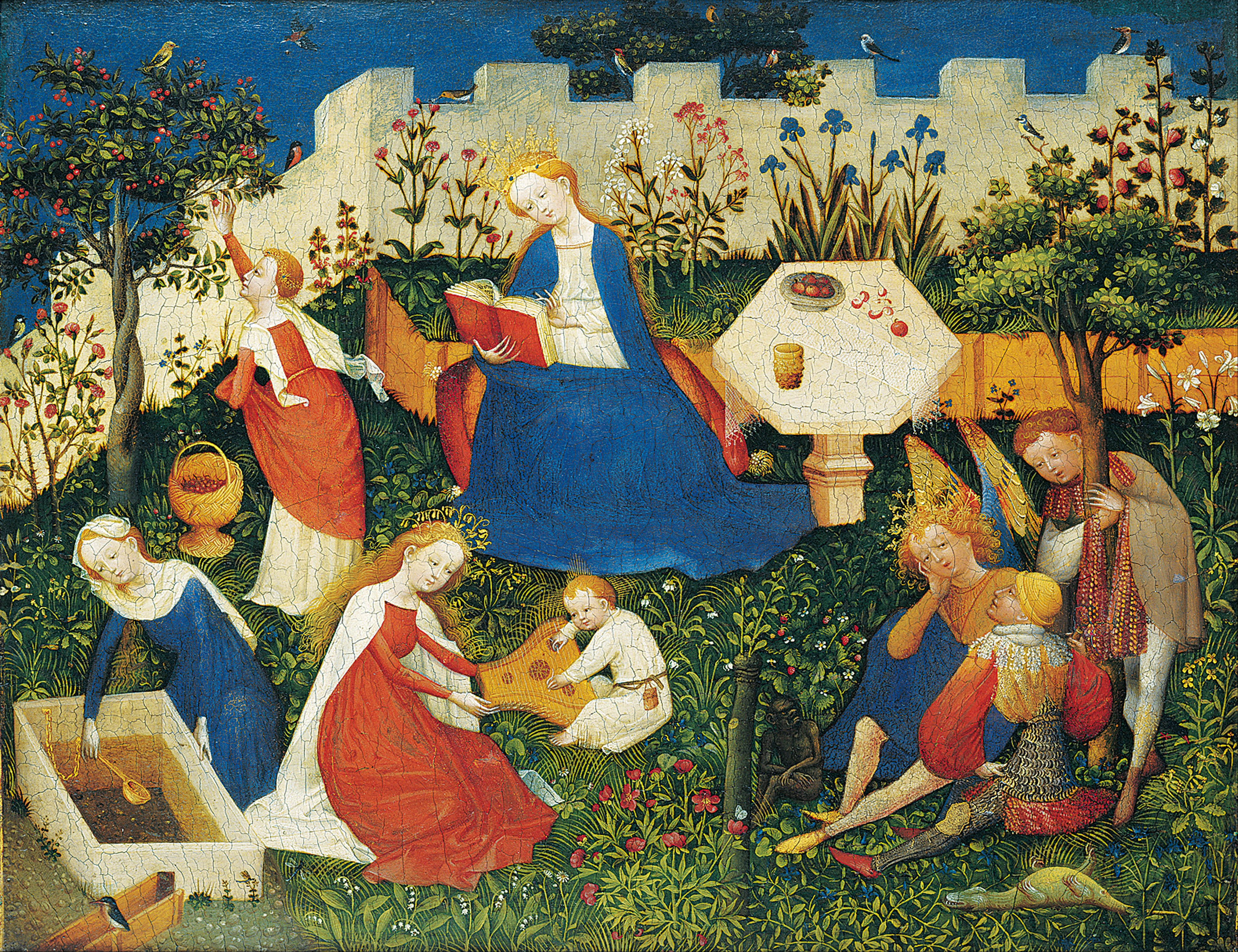
Das Paradiesgärtlein mit Maiglöckchen links am unteren Bildrand

Früher war es für bedeutende Ärzte üblich, sich mit bestimmten medizinischen Symbolen porträtieren zu lassen. Als Symbol für die Heilkunde fungierte oft das Maiglöckchen. So hat sich beispielsweise Nikolaus Kopernikus mit einem Maiglöckchen in der Hand abbilden lassen. Ein solches von Tobias Stimmer (1534–1584) gemaltes Bild hängt im Straßburger Münster neben der bekannten astronomischen Uhr.
Darüber hinaus zählte das Maiglöckchen in der christlichen Ikonografie neben der Lilie, der Rose und anderen Pflanzen zu den sogenannten Marienblumen; mit seinen kleinen weißen, nickenden Blüten war es Symbol für die keusche Liebe, die Demut und die Bescheidenheit von Maria. Entsprechend ist das Maiglöckchen auf den Gemälden meist unauffällig und klein am unteren Bildrand dargestellt; ein typisches Beispiel dafür ist das bekannte Gemälde Paradiesgärtlein von einem unbekannten Meister aus dem 15. Jahrhundert und das vom selben oberrheinischen Meister um 1415 geschaffene Bild Maria in den Erdbeeren.
Die Deutsche Bundespost legte im Rahmen der Werbekampagne Schreib mal wieder kleine ovale Aufkleber mit monatsbezogenen Blumenabbildungen auf. Das Motiv für Mai liegt sicher auf der Hand.

### In der Literatur
Das wohlriechende und frühblühende Maiglöckchen hat seit jeher die Phantasie zahlreicher Dichter beflügelt. Beispielhaft seien hier Eichendorff und Fallersleben erwähnt. Der schwedische Dichter Gustaf Fröding schrieb ein Gedicht Kung Liljekonvalje ‚König Maiglöckchen‘, das vor allem durch David Wikanders Vertonung bekannt wurde.

### In der Musik
Maiglöckchen wurden mehrere Musikstücke gewidmet. 1958 entstand der russischsprachige Schlager Landyschi, der 1992 von der Band Megapolis mit dem Leitmotiv Karl-Marx-Stadt eingedeutscht wurde. Das Barbershop-Quartett Dark Ducks sang eine Kontrafaktur in japanischer Sprache ein. 1974 veröffentlichte Freddie Mercury Lily Of The Valley für Queen.

## Trivialnamen
Für das Maiglöckchen bestehen bzw. bestanden auch die weiteren deutschsprachigen Trivialnamen: Aprilenglöckle (Schwaben bei Geißlingen), Chaldron (Tirol), Eenstengelkenbläder (Mecklenburg), Faltrian (Wien), Fildronfaldron (Tirol bei Lienz), Glasblüamli (St. Gallen in Obertoggenburg), Galleieli (Graubünden, St. Gallen), Weiß Gilgen (mittelhochdeutsch), Gläjele (St. Gallen bei Werdenberg), Glayg (mittelhochdeutsch), Herrenblüemli (Graubünden), Hillgenkümmveilchen (Weser bei Wildeshausen), Leljekomfoaltcher (Siebenbürgen), Leljen (Siebenbürgen), Lielje (Bremen), Lilje (Bremen), Lilenconvallen (Hamburg), Liligen (mittelhochdeutsch), Liljenconveilchen (Oldenburg, Unterweser), Liljenkonvalljen (Ostpreußen, Holstein, Pommern, Mecklenburg, Altmark), Lilumfallum (Kärnten), Maienblume, -blümlein (Maiblaume in Göttingen, Maiblömche in Aachen, Maienblömkes, Maiblome an der Weser, Maiblume, Maiblümle in Bayern bei Kirchheim, Maienblümle in Memmingen), Maienrisli (dialektal Mäieriisli und ähnlich; verbreitet Deutschschweiz), Maienschällchen (Gotha), Maienzacken (Schwaben), Maiglocken (Unterweser), Maile (Schwaben), Maischällchen (Thüringen bei Ruhla), Maischelle, Marienblume, Marienglöckchen, Marienschelle, Marienthalblume, Niesekraut (Schlesien), Papoischla (Schlesien bei Silberberg), Papoischle (Schlesien bei Silberberg), Philldron (Tirol), Schillerleljen (Siebenbürgen), Schneetropfen (Eifel bei Dreis), Springauf (Schlesien), Stuchablümli (Graubünden), Thalkraut, Thallilgen (Schlesien), Villumfalum (Salzburg), Weissgilgen (mittelhochdeutsch), Weissliligen (mittelhochdeutsch), Tschauken/Schaukeln (Oberlausitz), Zauken (Nordböhmen), Zautschen (Schlesien), Zaupen (Erzgebirge) und Zschäupchen.